# Valère Germain
Valère Germain (Marsiglia, 17 aprile 1990) è un calciatore francese, attaccante del Sanfrecce Hiroshima.

## Carriera

### Club

#### Giovanili
Dopo aver fatto parte delle giovanili dell'Orléans dal 2002 al 2004 e dello Châteauroux dal 2004 al 2005, Germain viene acquistato dal Monaco, con cui gioca nel settore giovanile fino al 2011.

#### AS Monaco

##### 2010-2011: debutto in prima squadra
Viene convocato in prima squadra il 14 dicembre 2010, alla 14esima giornata del massimo campionato francese contro il Lilla (sconfitta per 2-1), rimanendo tuttavia in panchina. L'esordio sul campo avviene, invece, alla 33esima giornata di campionato contro il Saint-Étienne (pareggio per 1-1), subentrando al 72º minuto di gioco. Gioca anche l'ultima gara di campionato, il 29 maggio, contro l'Olympique Lione (sconfitta interna per 0-2), quando entra al 60esimo minuto della partita.
Al termine della stagione, colleziona 6 convocazioni, con 2 presenze sul campo.

##### 2011-2012
La stagione seguente il Monaco retrocede in Ligue 2, la seconda divisione del campionato francese. Il debutto stagionale di Germain avviene contro il Boulogne, alla prima giornata di campionato (pareggio per 0-0), dove gioca da titolare fino al 63esimo minuto, quando viene sostituito. Realizza la sua prima marcatura alla terza giornata, contro il Stade Reims (sconfitta per 2-1), subentrando al 62esimo minuto. Realizza il suo primo assist alla quinta giornata contro il Lens, match terminato con un pareggio per 2-2. Dopo aver segnato altri due gol, uno contro il Sedan (2-2) e uno contro lo Châteauroux (sconfitta per 2-1), sigla una doppietta, la prima nella sua carriera da calciatore professionista, alla 17esima giornata contro il Le Havre, gara terminata con un pareggio per 2-2. Il primo gol personale che risulta decisivo per la vittoria della propria squadra avviene contro il Laval (risultato finale 2-1). Si ripete alla 31esima giornata contro il Nantes giocando da subentrato, permettendo la vittoria dei monegaschi per 2-1.
Colleziona, al termine del campionato, 34 presenze, coronate da 8 gol.
Nella stessa stagione, inoltre, esordisce nella Coupe de la Ligue contro il Sedan il 23 luglio, perdendo per 4-1. Nella Coupe de France, invece, esordisce contro La Tour Saint Clair il 10 dicembre, vincendo per 2-0.

##### 2012-2013: promozione in Ligue 1
L'esordio nella stagione 2012-2013 avviene contro il Tours, gara vinta per 4-0, dove è autore di un gol e di un assist. Germain si migliora due giornate dopo, facendo un gol e due assist, contro l'Istres, (match vinto per 3-2).
Al termine della stagione la società conquista la promozione in Ligue 1. Germain contribuisce realizzando 14 reti e 10 assist in 37 presenze, di cui 2 presenze e 1 assist sono realizzati nella Coupe de la Ligue. Spiccano due doppiette, una contro il Le Havre alla 24esima giornata (vittoria per 2-1) e una contro il Digione la giornata seguente (vittoria per 2-0).

##### 2013-2014
La quarta stagione di Germain nelle file del Monaco inizia alla seconda giornata di campionato, giocatasi il 18 agosto allo Stadio Louis II contro il Montpellier (vittoria dei monegaschi per 4-1), subentrando all'85esimo minuto di gioco. Gioca da titolare nella gara di Coupe de la Ligue contro il Stade Reims, nella quale i monegaschi subiscono una sconfitta per 1 a 0.. Il 26 gennaio segna il suo primo gol stagionale, al 41esimo minuto di gioco della gara interna contro l'Olympique Marsiglia. L'esordio in Coupe de France avviene contro il Monts d'Or Azergues Foot, dove fa anche un assist, gara vinta dai monegaschi per 3-0.
Termina la stagione con un secondo posto in classifica, alle spalle del Paris Saint-Germain. Germain colleziona 5 reti e 2 assist in 26 presenze, di cui 2 presenze sono in Coppa di Francia ed 1 in Coupe de la Ligue.

#### Prestito al Nizza
L'8 luglio 2015 passa in prestito con diritto di riscatto al Nizza. Con la squadra della Costa Azzurra totalizza 14 marcature in 38 presenze in Campionato, 1 presenza in Coppa di Francia e 1 presenza in Coppa di Lega. Al termine della stagione non viene riscattato e fa quindi ritorno al Monaco.

### Nazionale

#### Giovanili
Viene convocato nella nazionale Under-21 francese per disputare la gara amichevole contro i pari età della Serbia del 2 giugno 2011 (vittoria francese per 1 a 0). Esordisce nella stessa entrando al 76º minuto di gioco. Successivamente viene convocato anche nella nazionale Under-20 francese per disputare il Torneo di Tolone 2012. Esordisce il 24 maggio, giocando da titolare contro i pari età della Bielorussia (vittoria francese per 3 a 1). Segna la sua prima marcatura due giorni dopo contro il Messico, gara terminata con la vittoria della selezione francese per 3-1. Colleziona, in totale, 4 presenze nella Nazionale Under-21 e 4 presenze nella Nazionale Under-20, con 2 reti all'attivo.

## Statistiche

### Presenze e reti nei club
Statistiche aggiornate al 25 maggio 2023.
| Stagione            | Squadra             | Campionato          | Campionato | Campionato | Coppe nazionali | Coppe nazionali | Coppe nazionali | Coppe continentali | Coppe continentali | Coppe continentali | Altre coppe | Altre coppe | Altre coppe | Totale | Totale |
| Stagione            | Squadra             | Comp                | Pres       | Reti       | Comp            | Pres            | Reti            | Comp               | Pres               | Reti               | Comp        | Pres        | Reti        | Pres   | Reti   |
| ------------------- | ------------------- | ------------------- | ---------- | ---------- | --------------- | --------------- | --------------- | ------------------ | ------------------ | ------------------ | ----------- | ----------- | ----------- | ------ | ------ |
| 2010-2011           | Monaco              | L1                  | 2          | 0          | -               | -               | -               | -                  | -                  | -                  | -           | -           | -           | 2      | 0      |
| 2011-2012           | Monaco              | L2                  | 34         | 8          | CF+CL           | 3+1             | 2+0             | -                  | -                  | -                  | -           | -           | -           | 38     | 10     |
| 2012-2013           | Monaco              | L2                  | 35         | 14         | CF+CL           | 2+2             | 2+0             | -                  | -                  | -                  | -           | -           | -           | 39     | 16     |
| 2013-2014           | Monaco              | L1                  | 23         | 5          | CF+CL           | 2+1             | 0               | -                  | -                  | -                  | -           | -           | -           | 26     | 5      |
| 2014-2015           | Monaco              | L1                  | 29         | 4          | CF+CL           | 2+3             | 1+0             | UCL                | 3                  | 0                  | -           | -           | -           | 37     | 5      |
| 2015-2016           | Nizza               | L1                  | 38         | 14         | CF+CL           | 1+1             | 0               | -                  | -                  | -                  | -           | -           | -           | 40     | 14     |
| 2016-2017           | Monaco              | L1                  | 36         | 10         | CF+CL           | 5+3             | 3+0             | UCL                | 16                 | 4                  | -           | -           | -           | 60     | 17     |
| Totale Monaco       | Totale Monaco       | Totale Monaco       | 159        | 41         |                 | 24              | 8               |                    | 19                 | 4                  |             | -           | -           | 202    | 53     |
| 2017-2018           | O. Marsiglia        | L1                  | 35         | 9          | CF+CL           | 2+1             | 1+1             | UEL                | 16                 | 7                  | -           | -           | -           | 54     | 18     |
| 2018-2019           | O. Marsiglia        | L1                  | 36         | 8          | CF+CL           | 1+1             | 0               | UEL                | 4                  | 0                  | -           | -           | -           | 42     | 8      |
| 2019-2020           | O. Marsiglia        | L1                  | 25         | 2          | CF+CL           | 4+1             | 0               | -                  | -                  | -                  | -           | -           | -           | 30     | 2      |
| 2020-2021           | O. Marsiglia        | L1                  | 24         | 3          | CF              | 2               | 0               | UCL                | 5                  | 0                  | SF          | 1           | 0           | 32     | 3      |
| Totale O. Marsiglia | Totale O. Marsiglia | Totale O. Marsiglia | 120        | 22         |                 | 12              | 2               |                    | 25                 | 7                  |             | 1           | 0           | 158    | 31     |
| 2021-2022           | Montpellier         | L1                  | 34         | 4          | CF              | 2               | 0               | -                  | -                  | -                  | -           | -           | -           | 36     | 4      |
| 2022-2023           | Montpellier         | L1                  | 30         | 2          | CF              | 1               | 1               | -                  | -                  | -                  | -           | -           | -           | 31     | 3      |
| Totale Montpellier  | Totale Montpellier  | Totale Montpellier  | 64         | 6          |                 | 3               | 1               |                    | -                  | -                  |             | -           | -           | 67     | 7      |
| Totale carriera     | Totale carriera     | Totale carriera     | 381        | 83         |                 | 41              | 11              |                    | 44                 | 11                 |             | 1           | 0           | 467    | 105    |

## Palmarès

### Club

#### Competizioni nazionali
- Campionato francese di seconda divisione: 1

Monaco: 2012-2013
- Campionato francese: 1

Monaco: 2016-2017
- Australia Cup: 1

Macarthur: 2024

### Individuale
- Trophées UNFP du football: 1

Squadra ideale della Ligue 2: 2013